# 米蘭沙
米兒咱·米蘭沙·貝伊（波斯語：‎；1366年—1408年4月16日），帖木兒三子。

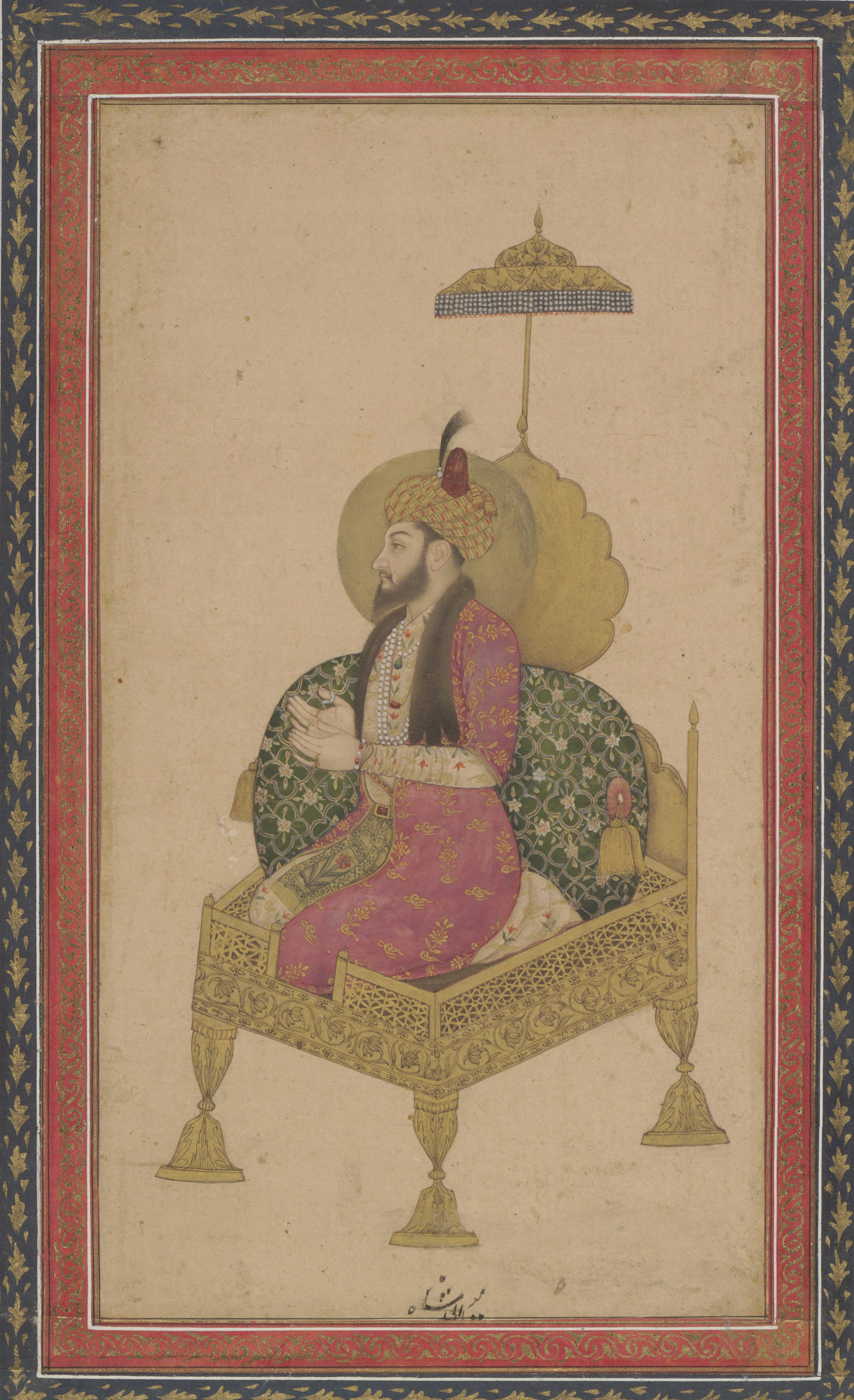
米蘭沙

他戰功不少，第一個職務是坎大哈總督，在1383年帖木兒摧毀了反對他權威的卡爾提德王朝，為了鞏固在該地區的控制在1396年他邀請剩餘卡爾提德王朝諸侯宴會，並把他們殺了。在1386年冬季，米蘭沙在伊朗戰役中擊敗了金帳汗國。
因曾墜馬而导致神智不清，雖曾被任命為阿塞拜疆總督，但他不是帖木兒继承人。在1405年帖木兒死後，諸王子爭位，但他還是保住在阿塞拜疆的統治權。但土庫曼人黑羊王朝威脅越來越大，在1408年的Sardrud戰役中米兰沙被杀。
他的长子哈利勒曾和哥哥的兒子皮儿·马黑麻争位不過失敗，位置最終給了弟弟沙哈魯；孙子卜撒因（幼子穆罕默德·米尔扎之子）则在之後終於成為帖木兒皇帝，統治河中，同時他也是巴布爾的祖先。

## 子孫
生有8子：
1.哈利勒苏丹（死于1411年）
2.阿布·伯克尔（死于1409年）
3.乌玛尔（死于1407年）
4.阿兰卡·米尔扎
5.乌斯曼·卡尔比·米尔扎
6.叶吉尔·米尔扎
7.昔兀尔哈塔迷失·米尔扎
8.穆罕默德·米尔扎